# Супер Боул
Супер Боул (на английски: Super Bowl), или още Супербол или Супербоул, е финалът на първенството на Националната футболна лига на САЩ. Провежда се всяка година в края на януари или началото на февруари и противопоставя шампионите на Националната футболна конференция (НФК) и Американската футболна конференция (АФК). Отборите от НФК водят с 25 победи срещу 21 за АФК.
Денят, в който се провежда Супербоул е де факто национален празник в САЩ. Супербоул е едно от най-гледаните телевизионни предавания в Щатите, като Супербоул XLV (игран през 2011) със своите 111 милиона зрители е най-гледаното предаване в историята на САЩ. В световен мащаб е второто от провеждащите се ежегодно, най-гледано спортно събитие, като отстъпва единствено на финала на Шампионската лига.
Отделните издания на Супер Боул се обозначават с римски цифри вместо с годината, в която се провеждат. Сезонът в НФЛ продължава от септември на дадена година до февруари на следващата и обозначаването с годината на провеждане би създало проблем. Така например Ню Инглънд Пейтриътс печелят Супербоул XXXIX за сезон 2004, но мачът се играе на 6 февруари 2005.

## История
Супер Боул се появява в резултат на сливането на Националната футболна лига и Американската футболна лига (АФЛ). След създаването си през 1960 АФЛ постепенно става голяма конкуренция на НФЛ и в резултат двете лиги решават да се обединят. Преди сезон 1966 е подписано споразумение за обединение, което трябва да влезе в сила от сезон 1970. Договора включва и провеждане на финален мач между шампионите на двете лиги. Първоначално мачът се нарича Шампионски мач на АФЛ и НФЛ (AFL-NFL Championship Game), но по идея на Ламар Хънт е преименуван на Супер Боул преди третото му издание. Първите два мача се печелят от Грийн Бей Пакърс, а първият след обединението (Супер Боул V) - от Балтимор Колтс.
Питсбърг Стийлърс имат най-много спечелени Супер Боула - 6, а Далас Каубойс и Сан Франциско Фортинайнърс си разделят второто място с по 5 победи. 15 други отбора са печелили поне по веднъж Супер Боул. 10 отбора са участвали в Супербоул, но не са печелили. Минесота Вайкингс и Бъфало Билс имат по 4 загубени Супербоула, като при Билс те са последователни – между 1990 и 1993. Кливлънд Браунс, Детройт Лайънс, Джексънвил Джагуарс и Хюстън Тексънс никога не са участвали в Супер Боул. Браунс и Лайънс са ставали шампиони на НФЛ преди създаването на Супербоул, а Джагуарс (1993) и Тексънс (2002) са създадени сравнително скоро.

## Домакини на Супер Боул
| Град/Регион                   | брой пъти | години на провеждане                                             |
| ----------------------------- | --------- | ---------------------------------------------------------------- |
| Районът на Маями              | 11        | 1968, 1969, 1971, 1976, 1979, 1989, 1995, 1999, 2007, 2010, 2020 |
| Ню Орлиънс                    | 11        | 1970, 1972, 1975, 1978, 1981, 1986, 1990, 1997, 2002, 2013, 2025 |
| Районът на Голям Лос Анджелис | 8         | 1967, 1973, 1977, 1980, 1983, 1987, 1993, 2022                   |
| Районът на Тампа              | 5         | 1984, 1991, 2001, 2009, 2021                                     |
| Районът на Финикс             | 4         | 1996, 2008, 2015, 2023                                           |
| Сан Диего                     | 3         | 1988, 1998, 2003                                                 |
| Хюстън                        | 2         | 1974, 2004                                                       |
| Детройт                       | 2         | 1982, 2006                                                       |
| Атланта                       | 2         | 1994, 2000                                                       |
| Минеаполис                    | 1         | 1992                                                             |
| Джаксънвил                    | 1         | 2005                                                             |
| Районът на Сан Франциско      | 1         | 1985                                                             |
| Районът на Далас и Форт Уърт  | 1         | 2011                                                             |
| Районът на Ню Йорк            | 1         | 2014                                                             |
| Индианаполис                  | 1         | 2012                                                             |

## Победители

### Шампиони на АФЛ и НФЛ
| Национална футболна лига | Американска футболна лига |

| Супебоул | Дата           | Победител             | Резултат | Загубил           | Стадион                            | Град             |
| -------- | -------------- | --------------------- | -------- | ----------------- | ---------------------------------- | ---------------- |
| I        | 15 януари 1967 | Грийн Бей Пакърс (1)  | 35-10    | Канзас сити Чийфс | Лос Анджелис Мемориъл Колизеум (1) | Лос Анджелис (1) |
| II       | 14 януари 1968 | Грийн Бей Пакърс (2)  | 33-14    | Оуклънд Рейдърс   | Маями Ориндж Боул (1)              | Маями (1)        |
| III      | 12 януари 1969 | Ню Йорк Джетс (1)     | 16-7     | Балтимор Колтс    | Маями Ориндж Боул (2)              | Маями (2)        |
| IV       | 11 януари 1970 | Канзас сити Чийфс (1) | 23-7     | Минесота Вайкингс | Тулани Стейдиъм (1)                | Ню Орлиънс (1)   |

### Шампиони на Националната футболна лига
| Американска футболна конференция (АФК) | Национална футболна конференция (НФК) |

| Супербоул | Дата              | Победител                      | Резултат | Загубил                    | Стадион                            | Град                        |
| --------- | ----------------- | ------------------------------ | -------- | -------------------------- | ---------------------------------- | --------------------------- |
| V         | 17 януари, 1971   | Балтимор Колтс (1)             | 16-13    | Далас Каубойс              | Маями Ориндж Боул (3)              | Маями (3)                   |
| VI        | 16 януари, 1972   | Далас Каубойс (1)              | 24-3     | Маями Долфинс              | Тулани Стейдиъм (2)                | Ню Орлиънс (2)              |
| VII       | 14 януари, 1973   | Маями Долфинс (1)              | 14-7     | Уошингтън Редскинс         | Лос Анджелис Мемориъл Колизеум (2) | Лос Анджелис (2)            |
| VIII      | 13 януари, 1974   | Маями Долфинс (2)              | 24-7     | Минесота Вайкингс          | Райс Стейдиъм (1)                  | Хюстън (1)                  |
| IX        | 12 януари, 1975   | Питсбърг Стийлърс (1)          | 16-6     | Минесота Вайкингс          | Тулани Стейдиъм (3)                | Ню Орлиънс (3)              |
| X         | 18 януари, 1976   | Питсбърг Стийлърс (2)          | 21-17    | Далас Каубойс              | Маями Ориндж Боул (4)              | Маями (4)                   |
| XI        | 9 януари, 1977    | Оуклънд Рейдърс (1)            | 32-14    | Минесота Вайкингс          | Роуз Боул (1)                      | Пасадина (1)                |
| XII       | 15 януари, 1978   | Далас Каубойс (2)              | 27-10    | Денвър Бронкос             | Луизиана Супердоум (1)             | Ню Орлиънс (4)              |
| XIII      | 21 януари, 1979   | Питсбърг Стийлърс (3)          | 35-31    | Далас Каубойс              | Маями Ориндж Боул (5)              | Маями (5)                   |
| XIV       | 20 януари, 1980   | Питсбърг Стийлърс (4)          | 31-19    | Лос Анджелис Рамс          | Роуз Боул (2)                      | Пасадина (2)                |
| XV        | 25 януари, 1981   | Оуклънд Рейдърс (2)            | 27-10    | Филаделфия Ийгълс          | Луизиана Супердоум (2)             | Ню Орлиънс (5)              |
| XVI       | 24 януари, 1982   | Сан Франциско Фортинайнърс (1) | 26-21    | Синсинати Бенгалс          | Понтиак Силвърдоум (1)             | Понтиак (1)                 |
| XVII      | 30 януари, 1983   | Уошингтън Редскинс (1)         | 27-17    | Маями Долфинс              | Роуз Боул (3)                      | Пасадина (3)                |
| XVIII     | 22 януари, 1984   | Лос Анджелис Рейдърс (3)       | 38-9     | Уошингтън Редскинс         | Тампа Стейдиъм (1)                 | Тампа (1)                   |
| XIX       | 20 януари, 1985   | Сан Франциско Фортинайнърс (2) | 38-16    | Маями Долфинс              | Станфорд Стейдиъм (1)              | Станфорд (1)                |
| XX        | 26 януари, 1986   | Чикаго Беърс (1)               | 46-10    | Ню Инглънд Пейтриътс       | Луизиана Супердоум (3)             | Ню Орлиънс (6)              |
| XXI       | 25 януари, 1987   | Ню Йорк Джайънтс (1)           | 39-20    | Денвър Бронкос             | Роуз Боул (4)                      | Пасадина (4)                |
| XXII      | 31 януари, 1988   | Уошингтън Редскинс (2)         | 42-10    | Денвър Бронкос             | Джак Мърфи Стейдиъм (1)            | Сан Диего (1)               |
| XXIII     | 22 януари, 1989   | Сан Франциско Фортинайнърс (3) | 20-16    | Синсинати Бенгалс          | Джо Роби Стейдиъм (1)              | Маями (6)                   |
| XXIV      | 28 януари, 1990   | Сан Франциско Фортинайнърс (4) | 55-10    | Денвър Бронкос             | Луизиана Супердоум (4)             | Ню Орлиънс (7)              |
| XXV       | 27 януари, 1991   | Ню Йорк Джайънтс (2)           | 20-19    | Бъфало Билс                | Тампа Стейдиъм (2)                 | Тампа (2)                   |
| XXVI      | 26 януари, 1992   | Уошингтън Редскинс (3)         | 37-24    | Бъфало Билс                | Метродоум (1)                      | Минеаполис (1)              |
| XXVII     | 31 януари, 1993   | Далас Каубойс (3)              | 52-17    | Бъфало Билс                | Роуз Боул (5)                      | Пасадина (5)                |
| XXVIII    | 30 януари, 1994   | Далас Каубойс (4)              | 30-13    | Бъфало Билс                | Джорджия Доум (1)                  | Атланта (1)                 |
| XXIX      | 29 януари, 1995   | Сан Франциско Фортинайнърс (5) | 49-26    | Сан Диего Чарджърс         | Джо Роби Стейдиъм (2)              | Маями (7)                   |
| XXX       | 28 януари, 1996   | Далас Каубойс (5)              | 27-17    | Питсбърг Стийлърс          | Сън Девил Стейдиъм (1)             | Темпи (1)                   |
| XXXI      | 26 януари, 1997   | Грийн Бей Пакърс (3)           | 35-21    | Ню Инглънд Пейтриътс       | Луизиана Супердоум (5)             | Ню Орлиънс (8)              |
| XXXII     | 25 януари, 1998   | Денвър Бронкос (1)             | 31-24    | Грийн Бей Пакърс           | Куалкъм Стейдиъм (2)               | Сан Диего (2)               |
| XXXIII    | 31 януари, 1999   | Денвър Бронкос (2)             | 34-19    | Атланта Фалкънс            | При Плеър Стейдиъм (3)             | Маями (8)                   |
| XXXIV     | 30 януари, 2000   | Сейнт Луис Рамс (1)            | 23-16    | Тенеси Тайтънс             | Джорджия Доум (2)                  | Атланта (2)                 |
| XXXV      | 28 януари, 2001   | Балтимор Рейвънс (1)           | 34-7     | Ню Йорк Джайънтс           | Реймънд Джеймс Стейдиъм (1)        | Тампа (3)                   |
| XXXVI     | 3 февруари, 2002  | Ню Инглънд Пейтриътс (1)       | 20-17    | Сейнт Луис Рамс            | Луизиана Супердоум (6)             | Ню Орлиънс (9)              |
| XXXVII    | 26 януари, 2003   | Тампа Бей Бъканиърс (1)        | 48-21    | Оуклънд Рейдърс            | Куалкъм Стейдиъм (3)               | Сан Диего (3)               |
| XXXVIII   | 1 февруари, 2004  | Ню Инглънд Пейтриътс (2)       | 32-29    | Каролина Пантърс           | Рилайънт Стейдиъм (1)              | Хюстън (2)                  |
| XXXIX     | 6 февруари, 2005  | Ню Инглънд Пейтриътс (3)       | 24-21    | Филаделфия Ийгълс          | Олтел Стейдиъм (1)                 | Джаксънвил (1)              |
| XL        | 5 февруари, 2006  | Питсбърг Стийлърс (5)          | 21-10    | Сиатъл Сийхоукс            | Форд Фийлд (1)                     | Детройт (1)                 |
| XLI       | 4 февруари, 2007  | Индианаполис Колтс (2)         | 29-17    | Чикаго Беърс               | Долфин Стейдиъм (4)                | Маями (9)                   |
| XLII      | 3 февруари, 2008  | Ню Йорк Джайънтс (3)           | 17-14    | Ню Инглънд Пейтриътс       | Юнивърсити ъф Финикс Стейдиъм (1)  | Глендейл (1)                |
| XLIII     | 1 февруари, 2009  | Питсбърг Стийлърс (6)          | 27-23    | Аризона Кардиналс          | Реймънд Джеймс Стейдиъм (2)        | Тампа (4)                   |
| XLIV      | 7 февруари, 2010  | Ню Орлиънс Сейнтс (1)          | 31-17    | Индианаполис Колтс         | Долфин Стейдиъм (5)                | Маями (10)                  |
| XLV       | 6 февруари, 2011  | Грийн Бей Пакърс (4)           | 31-25    | Питсбърг Стийлърс          | Каубойс Стейдиъм (1)               | Арлингтън (1)               |
| XLVI      | 5 февруари, 2012  | Ню Йорк Джайънтс (4)           | 21-17    | Ню Инглънд Пейтриътс       | Лукас Ойл Стейдиъм (1)             | Индианаполис (1)            |
| XLVII     | 3 февруари, 2013  | Балтимор Рейвънс (2)           | 34-31    | Сан Франциско Фортинайнърс | Мерцедес-Бенц Супердоум (7)        | Ню Орлиънс (10)             |
| XLVIII    | 2 февруари, 2014  | Сиатъл Сийхоукс (1)            | 43-8     | Денвър Бронкос             | МетЛайф Стейдиъм (1)               | Ийст Ръдърфорд (1)          |
| XLIX      | 1 февруари, 2015  | Ню Инглънд Пейтриътс (4)       | 28-24    | Сиатъл Сийхоукс            | Юнивърсити ъф Финикс Стейдиъм (2)  | Глендейл (2)                |
| L         | 7 февруари, 2016  | Денвър Бронкос (3)             | 24-10    | Каролина Пантърс           | Ливай Стейдиъм (2)                 | Санта Клара, Калифорния (2) |
| LI        | 5 февруари, 2017  | Ню Инглънд Пейтриътс (5)       | 34-28    | Атланта Фалкънс            | Ен Ер Джи Стейдиъм (2)             | Хюстън (3)                  |
| LII       | 4 февруари, 2018  | Филаделфия Ийгълс (1)          | 41-33    | Ню Инглънд Пейтриътс       | Ю Ес Банк Стейдиъм (1)             | Минеаполис (2)              |
| LIII      | 3 февруари, 2019  | Ню Инглънд Пейтриътс (6)       | 13-3     | Лос Анджелис Рамс          | Мерцедес-Бенц Стейдиъм (1)         | Атланта (3)                 |
| LIV       | 2 февруари, 2020  | Канзас Сити Чийфс (2)          | 31-20    | Сан Франциско Фортинайнърс | Хард Рок Стейдиъм (1)              | Маями (11)                  |
| LV        | 7 февруари, 2021  | Тампа Бей Бъканиърс (2)        | 31-9     | Канзас Сити Чийфс          | Реймънд Джеймс Стейдиъм (3)        | Тампа (5)                   |
| LVI       | 13 февруари, 2022 | Лос Анджелис Рамс (2)          | 23-20    | Синсинати Бенгалс          | СоуФай Стейдиъм (1)                | Ингълуд (1)                 |
| LVII      | 12 февруари, 2023 | Канзас Сити Чийфс (3)          | 38-35    | Филаделфия Ийгълс          | Стейт Фарм Стейдиъм (3)            | Глендейл (3)                |
| LVIII     | 11 февруари, 2024 | Канзас Сити Чийфс (4)          | 25-22    | Сан Франциско Фортинайнърс | Аледжънт Стейдиъм                  | Парадайс (Невада)           |
| LIX       | 9 февруари, 2025  | Филаделфия Ийгълс (2)          | 40-22    | Канзас Сити Чийфс          | Сийзърс Супердом (8)               | Ню Орлиънс                  |

## Телевизионни предавания и рейтинги
Супербоул е едно от най-гледаните ежегодни спортни събития, заедно с финала на Шампионската лига и Ел Класико. Статистиката сочи, че Супер Боул 49 през 2015 година е събрал 114,4 милиона зрители в Съединените щати, което го прави най-гледаното предаване в историята на Америка.
Излъчването на Супер Боул е съпътствано и от много реклами на световноизвестни марки, като предаването им се е превърнало в културен феномен. Рекламите по време на Супер Боул, или Супер Боул Адс, имат собствена фен база, като част от зрителите следят Супер Боул само заради рекламите. Така всяка година рекламите предизвикват широк интерес и стават обект на много дискусии, а високите рейтинги на Супер Боул са и причината ефирното време по време на финала да бъдат продавано за милиони. През 2016 година цената на 30-секунден рекламен прозорец достига 5 милиона долара. Тази цена не включва разходите по записването на рекламата и хонорарите на режисьори и актьори от ранга на Ридли Скот, Джейсън Стейтъм, Кевин Харт, Гал Гадот и други.